# MTB–82

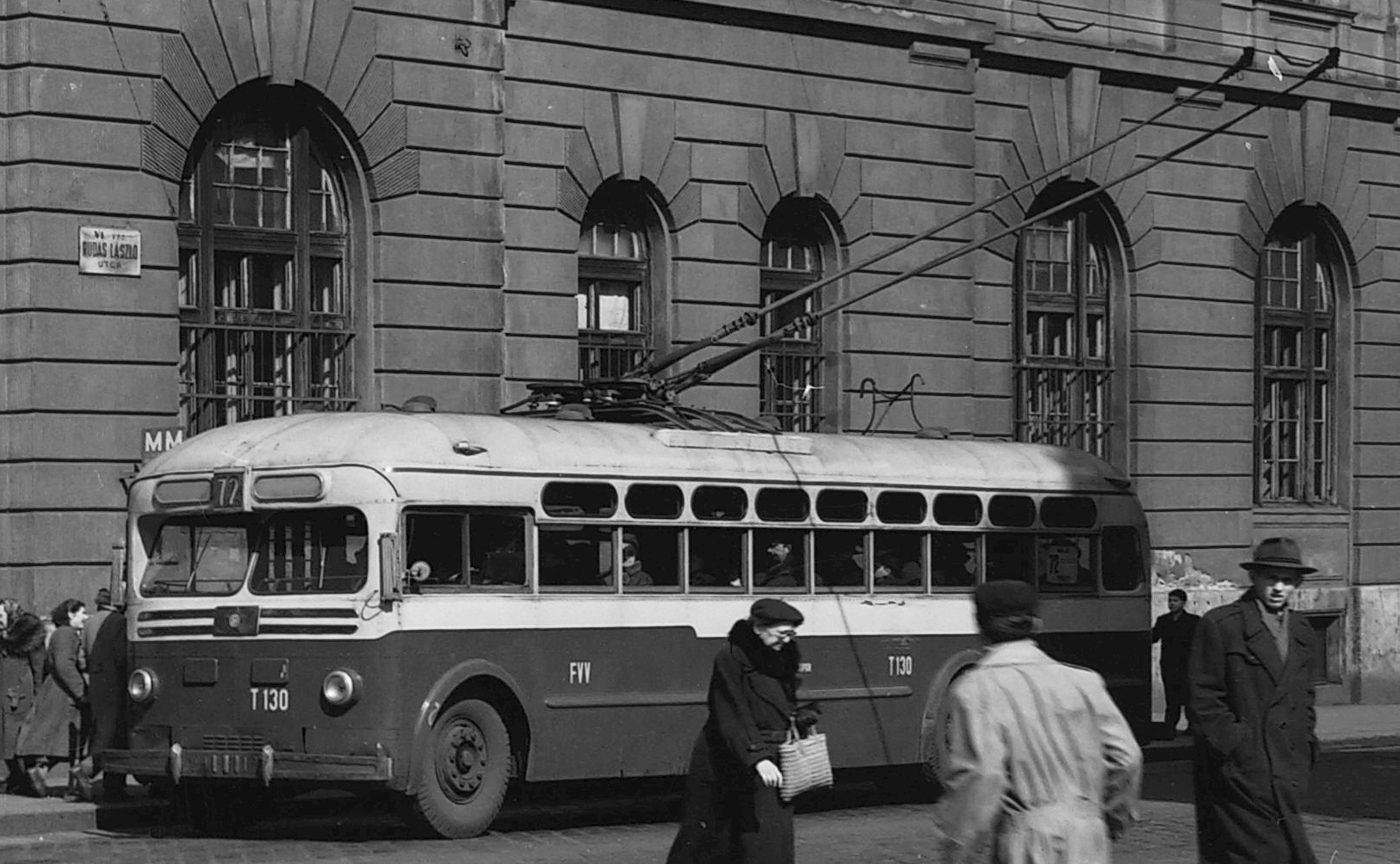
A budapesti T130-as 1956-ban

Az MTB–82 (oroszul: МТБ–82 – московский троллейбус, magyar átírásban: moszkovszkij trollejbusz, magyarul: moszkvai trolibusz, a 82-es szám a gyártó üzem sorozatszámára utal) szovjet magas padlós trolibusz, melyet 1946–1961 között gyártottak kezdetben a Tusinói Gépgyárban, később az Urickij Gépgyárban. Több mint 5 ezer darab készült belőle. A típus példányainak többségét az 1960-as évek végén, az 1970-es évek elején selejtezték, helyét a ZiU–5 vette át. Az utolsó példányt 1983-ban a grúziai Kutaisziban vonták ki a forgalomból. Magyarországra 53 darabot szállítottak. Budapesten 1949-ben állították forgalomba a típust, az utolsó példányait az 1960-as évek közepén vonták ki a forgalomból.

## Története
Az első szovjet trolibuszokat a Jaroszlavli Autógyár  (JaAZ) készítette el az 1930-as évek második felében. A JaAZ az ott gyártott autóbuszokat alapul véve több típust is kifejlesztett a második világháború előtt. A JaAZ-t a háború miatt 1941-ben hadiipari termelésre állították át, amiatt beszüntették a trolibuszok gyártását.
A trolibuszok fejlesztése és gyártása a második világháború után indult újra a Szovjetunióban. 1945-ben a 82. sz. repülőgépgyárat (napjainkban: Tusinói Gépgyár) jelölték ki a trolibuszok sorozatgyártására. Az MTB–82 fejlesztését az egyébként repülőgép-tervezéssel foglalkozó Naum Csernyakov főkonstruktőr irányította. A trolibusz kifejlesztéséhez a háború előtt tervezett, de sorozatban már nem gyártott JaTB–5 szolgált alapul. A fejlesztés során az alapul vett járművön csak minimális módosításokat végeztek annak érdekében, hogy minél előbb elkezdhessék a sorozatgyártást. A legjelentősebb módosítás a teljesen fémépítésű konstrukció volt. Az MTB–82-nél a karosszéria borítását is acéllemezekkel oldották meg. Később az alumínium felépítményre tértek át, tekintettel arra, hogy a sorozatgyártást végző repülőgépgyár alapvetően az alumínium-megmunkálás technológiájára volt felkészítve. A jármű megjelenésében is a JaTB–4 és JaTB–5-ös trolibuszokat követte, amelyekre pedig az amerikai General Motors autóbuszok 1940-es formavilága volt erőteljes hatással.
Az MTB–82-vel párhuzamosan folyt az MTV–82 villamos fejlesztése is, amelyhez kisebb átalakításokkal a trolibusz karosszériáját használták fel. Az MTV–82 gyártása ugyancsak a Tusinói Gépgyárban kezdődött el.
A 82. számú repülőgépgyár az 1950-es évek elején elkezdte a légvédelmirakéta-rendszerek gyártását, ezért a polgári célú termelést, így az MTB–82 sorozatgyártását is beszüntette. A gyár 1950 májusáig a gyár 1400 darab trolibuszt (és 520 MTV–82 villamost) gyártott.
A Szovjetunió Minisztertanácsának rendelete alapján az MTB–82D sorozatgyártását átadták a Szaratovi területen, Engelsz városában működő Urickij Gépgyárnak (ZiU, napjainkban: TrolZa), ahol 1951. május 1-jén készült el az első MTB–82-es trolibusz. 1951 végéig összesen 25 további trolibuszt gyártottak, majd 1955-re elérték az évi 330 darab gyártott buszt.
A modell az 1950-es végére teljesen elavulttá vált, a második világháború előtti konstrukció a továbbfejlesztéshez sem rendelkezett már tartalékokkal. ezért a ZiU-nál 1956-ban elkezdődött egy új trolibusz tervezése. Az ennek eredményeként létrehozott TBU–1-ből csak egy 10 darabos kísérleti széria készült, majd ennek továbbfejlesztésével hozták létre a ZiU–5-t, amelynek a sorozatgyártása 1959-ben indult el. A ZiU–5 sorozatgyártásának felfutásával párhuzamosan az MTB–82 sorozatgyártása visszaesett, amelyet 1961-ben be is szüntettek.
Az FVV szolgálatában először 1949-ben indult el a 70-es vonalon. A típusból 1952-ig 53 darabot szereztek be, ebből kettő 1956-ban megsemmisült. Az ülőkalauzi rendszer bevezetésével 1958-ban öt járművet átépítettek, szélesebb utasajtókkal és faceliftes homlokfallal. A nagy fordulókör ellenére a járművezetők által kedvelt volt a típus, feltehetően a nagy vezetőfülkéből és könnyű kezelhetőségből adódóan. A típust 1964 és 1967 között selejtezték, az utolsó járművek 1966 végéig teljesítettek szolgálatot. Jelenleg a BKV nosztalgiajármű-állományának részét képezi.